# Pour la gloire (RTBF)
Pour les articles homonymes, voir Pour la gloire.
Pour la gloire est une émission musicale télé-crochet diffusée sur la chaîne belge RTBF durant sept saisons : de 1996 à 2002.

## L'équipe
Carlos Vaquera présente l'émission durant les sept saisons, accompagné selon les années d'animatrices telles que Maria Del Rio, Corinne Boulangier ou Fanny Gueret et d'un jury composé aléatoirement de Marc Moulin, Sandra Kim, Jean-Philippe Darquenne, Jean-Pierre Hautier, Thierry Coljon, Estelle Marion.
L'émission produite par Jean-Michel Germys rencontre un franc succès auprès des téléspectateurs belges. 

## Le concours
Le télé-crochet comprend plusieurs catégories : chanteurs, chanteuses, groupes, junior (créé en 1997) puis compositions. 
En trois étapes, les candidats peuvent accéder à la finale et remporter la première place de leur catégorie grâce au plébiscite du public votant par téléphone. Un cinquième prix est créé pour la finale : le gagnant « toutes catégories ». 
Les prix décernés représentent du matériel d'enregistrement, des séances de studio ainsi qu'un trophée en cristal du Val-Saint-Lambert à chaque étape réussie.
Un CD compilation Pour la gloire - Les Finalistes est édité à chaque saison et reprend des versions studios des chansons des candidats sélectionnés pour la finale.
Quelques finalistes et candidats de l'émission : Silvano Macaluso, Mélanie Cohl, Pino Santoro, Lara Bellerose, Vadim Piankov, Jonatan Cerrada,, Joseph-Emmanuel, Géraldine Cozier, Mélanie Duchesne, Claudine Mahy (wa), Sarah Marazzato, Nancy Sinatra,, Philippe d'Avilla, Frank Béchemilh, Moïse, Nuno Resende, Curt Close, Les Mas, Matthieu Bioul, Michel Galet, Nathalie Sorce, Quỳnh Anh,, Giacinto Cuttaia, .fen, Jill Vandermeulen, Elia Rose, etc.